# Moussa Ouattara (football)
Pour les articles homonymes, voir Moussa Ouattara.
Moussa Ouattara est un footballeur international burkinabé né le 31 décembre 1981 à Bobo-Dioulasso. Il est défenseur.

## Biographie
Il a participé à la Coupe d'Afrique des nations 2010 avec le Burkina Faso.

## Carrière
- 1998-2002 :  ASFA-Yennenga
- 2002-2003 :  Tours FC
- 2003-2005 :  US Créteil
- 2005-2006 :  Legia Varsovie
- 2006-2010 :  FC Kaiserslautern
- 2010-2011 :  Fortuna Cologne
- 2012-2013 :  SV Schermbeck
- 2013-2015 :  DSC Wanne-Eickel